# Nagyzugló
Nagyzugló est un quartier situé dans le 14e arrondissement de Budapest. 